# گفتار راست
گفتار راست نام یکی از مطبوعات استان فارس در دوران قاجاریه است.
این روزنامه از سال ۱۳۴۰ هـ.ق به وسیله حسنعلی حکمت در شیراز به چاپ رسیده است.